# 楊奉春
楊奉春（1444年—？），字世元，錦衣衛軍籍浙江天台縣人，明朝政治人物。進士出身。

## 生平
早年出身國子生，后中成化四年戊子科順天府鄉試第三十九名。成化十一年（1475年）乙未科會試第一百二十八名，殿試登進士第二甲第七十二名。授工部主事。

## 家族
曾祖父楊好禮。祖父楊夢弼。父亲楊承昂。